# 錫達克里克鎮區 (密蘇里州托尼縣)
錫達克里克鎮區（英語：Cedar Creek Township）是位於美國密蘇里州托尼縣的一個行政鎮區。

## 地方資料
錫達克里克鎮區的面積為156.60平方千米，當中陸地面積為144.93平方千米，而水域面積為11.67平方千米。根據2020年美國人口普查的數據，當地共有人口501人，而人口密度為每平方千米3.2人。